# بيكوس (نيومكسيكو)
بيكوس (بالإنجليزية: Pecos, New Mexico)‏ هي معلم جغرافي تقع في الولايات المتحدة في مقاطعة سان ميغيل، نيومكسيكو. يقدر عدد سكانها بـ 1,441 نسمة ومساحتها 4.5 كم2 وترتفع عن سطح البحر 2,110 متر.

## التركيبة السكانية
حدّد مكتب تعداد الولايات المتحدة بيانات التركيبة السكانية لبيكوس في تعداد الولايات المتحدة. في ما يلي، التركيبة السكانية حسب تعدادي 2000 و2010.

### تعداد عام 2000
بلغ عدد سكان بيكوس 1,441 نسمة بحسب تعداد عام 2000، وبلغ عدد الأسر 542 أسرة وعدد العائلات 384 عائلة مقيمة في القرية. في حين سجلت الكثافة السكانية 318.8 نسمة لكل كيلومتر مربع (825.7/ميل2). وبلغ عدد الوحدات السكنية 628 وحدة بمتوسط كثافة قدره 138.9 لكل كيلومتر مربع (359.7/ميل2).
وتوزع التركيب العرقي للقرية بنسبة 68.91% من البيض و0.21% من الأمريكيين الأفارقة و1.39% من الأمريكيين الأصليين و0.21% من سكان جزر المحيط الهادئ و26.51% من الأعراق الأخرى و2.78% من عرقين مختلطين أو أكثر و80.08% من الهسبانيون أو اللاتينيون من أي عرق.
بلغ عدد الأسر 542 أسرة كانت نسبة 42.8% منها لديها أطفال تحت سن الثامنة عشر تعيش معهم، وبلغت نسبة الأزواج القاطنين مع بعضهم البعض 49.1% من أصل المجموع الكلي للأسر، ونسبة 14.9% من الأسر كان لديها معيلات من الإناث دون وجود شريك،  بينما كانت نسبة 6.8% من الأسر لديها معيلون من الذكور دون وجود شريكة وكانت نسبة 29.2% من غير العائلات. تألفت نسبة 24.2% من أصل جميع الأسر من عدة أفراد يعيشون في نفس المنزل ونسبة 6.1% كانت تتألف من شخص يعيش بمفرده يبلغ من العمر 65 عاماً أو أكثر. وبلغ متوسط حجم الأسرة المعيشية 2.63، أما متوسط حجم العائلات فبلغ 3.15.
بلغ العمر الوسطي للسكان 32.2 عاماً. وكانت نسبة 29.3% من القاطنين تحت سن الثامنة عشر، وكانت نسبة 10.1% بين الثامنة عشر والرابعة والعشرين عاماً، ونسبة 29.4% كانت واقعةً في الفئة العمرية ما بين الخامسة والعشرين والرابعة والأربعين عاماً، ونسبة 21.6% كانت ما بين الخامسة والأربعين والرابعة والستين، ونسبة 8.7% كانت ضمن فئة الخامسة والستين عاماً فما فوق. يوجد لكل 100 أنثى 98.6 ذكر، ويوجد لكل 100 أنثى في الثامنة عشر من عمرها فما فوق 98.0 ذكر.
بلغ متوسط دخل الأسرة في القرية 30,549 دولارًا، أما متوسط دخل العائلة فبلغ 33,828 دولارًا. وكان متوسط دخل الذكور 28,625 دولارًا مقابل 22,500 دولارًا للإناث. وسجل دخل الفرد الخاص بالقرية 13,306 دولارًا. وكانت نسبة 13% من العائلات ونسبة 15.9% من السكان تحت خط الفقر، وكان من هؤلاء نسبة 19.2% تحت سن الثامنة عشر ونسبة 22.6% في الخامسة والستين من العمر وما فوق.

### تعداد عام 2010
بلغ عدد سكان بيكوس 1,392 نسمة بحسب تعداد عام 2010، وبلغ عدد الأسر 587 أسرة وعدد العائلات 360 عائلة مقيمة في القرية. في حين سجلت الكثافة السكانية 308 نسمة لكل كيلومتر مربع (797.7/ميل2). وبلغ عدد الوحدات السكنية 719 وحدة بمتوسط كثافة قدره 159.1 لكل كيلومتر مربع (412.1/ميل2).
وتوزع التركيب العرقي للقرية بنسبة 64.80% من البيض و0.93% من الأمريكيين الأفارقة و2.08% من الأمريكيين الأصليين و0.36% من الأمريكيين ذوي الأصول الآسيوية و26.72% من الأعراق الأخرى و5.10% من عرقين مختلطين أو أكثر و79.74% من الهسبانيون أو اللاتينيون من أي عرق.
بلغ عدد الأسر 587 أسرة كانت نسبة 29% منها لديها أطفال تحت سن الثامنة عشر تعيش معهم، وبلغت نسبة الأزواج القاطنين مع بعضهم البعض 40.4% من أصل المجموع الكلي للأسر، ونسبة 13.6% من الأسر كان لديها معيلات من الإناث دون وجود شريك،  بينما كانت نسبة 7.3% من الأسر لديها معيلون من الذكور دون وجود شريكة وكانت نسبة 38.7% من غير العائلات. تألفت نسبة 31.3% من أصل جميع الأسر من عدة أفراد يعيشون في نفس المنزل ونسبة 10.1% كانت تتألف من شخص يعيش بمفرده يبلغ من العمر 65 عاماً أو أكثر. وبلغ متوسط حجم الأسرة المعيشية 2.37، أما متوسط حجم العائلات فبلغ 3.01.
بلغ العمر الوسطي للسكان 41.3 عاماً. وكانت نسبة 23.7% من القاطنين تحت سن الثامنة عشر، وكانت نسبة 6.1% بين الثامنة عشر والرابعة والعشرين عاماً، ونسبة 25.4% كانت واقعةً في الفئة العمرية ما بين الخامسة والعشرين والرابعة والأربعين عاماً، ونسبة 32.9% كانت ما بين الخامسة والأربعين والرابعة والستين، ونسبة 11.9% كانت ضمن فئة الخامسة والستين عاماً فما فوق. وتوزع التركيب الجنسي للسكان بنسبة 49.9% ذكور و50.1% إناث.